# Bastian Lars Andreasen
 Der er for få eller ingen kildehenvisninger i denne artikel, hvilket er et problem. Du kan hjælpe ved at angive troværdige kilder til de påstande, som fremføres i artiklen.

Bastian Lars Andreasen (født 28. november 2004) vandt i 2017 MGP med sangen Frikvarter med sine dansere Katrine, Lukas, Casandra og Oliver.
Han er et år senere med i en serie på DR Ultra, hvor han spiller drengen Emil. Emil elsker computerspillene Counter-Strike: Global Offensive og GTA, men han bliver mobbet i serien, fordi han har astma. Han laver et boyband med sine tre bedste venner A.J (Vigga Rohweder), Mikkel (Tobias Burø) og Oliver (Morgan Batchelor). De bliver meget populære og kalder sig BaseBoys.[kilde mangler]
Efter DR TV serien sluttede af med 3 sæsoner, tog han en pause fra skuespil for at fokusere på sit studie.[kilde mangler]